# St. Georg (Schernfeld)

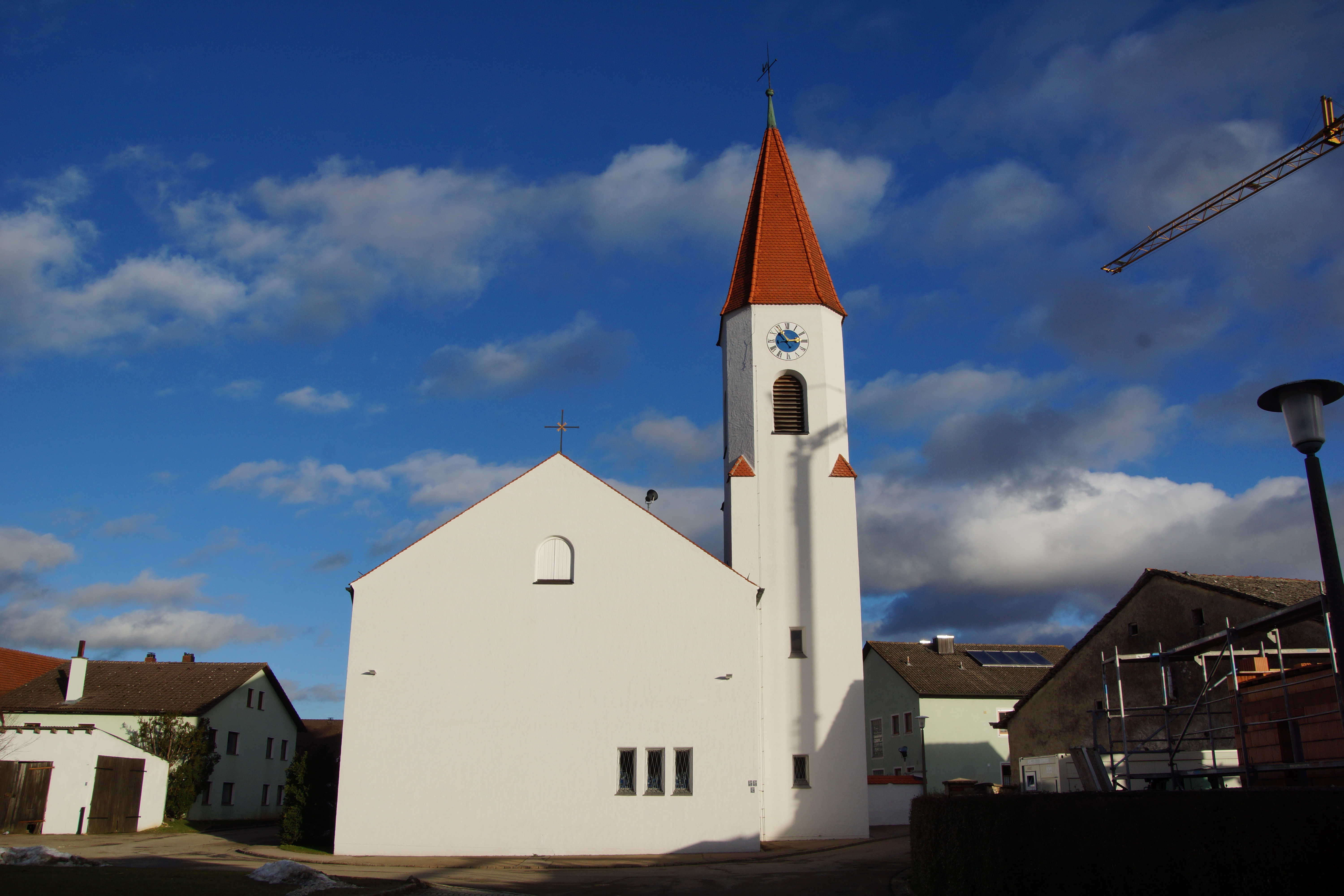
St. Georg in Schernfeld

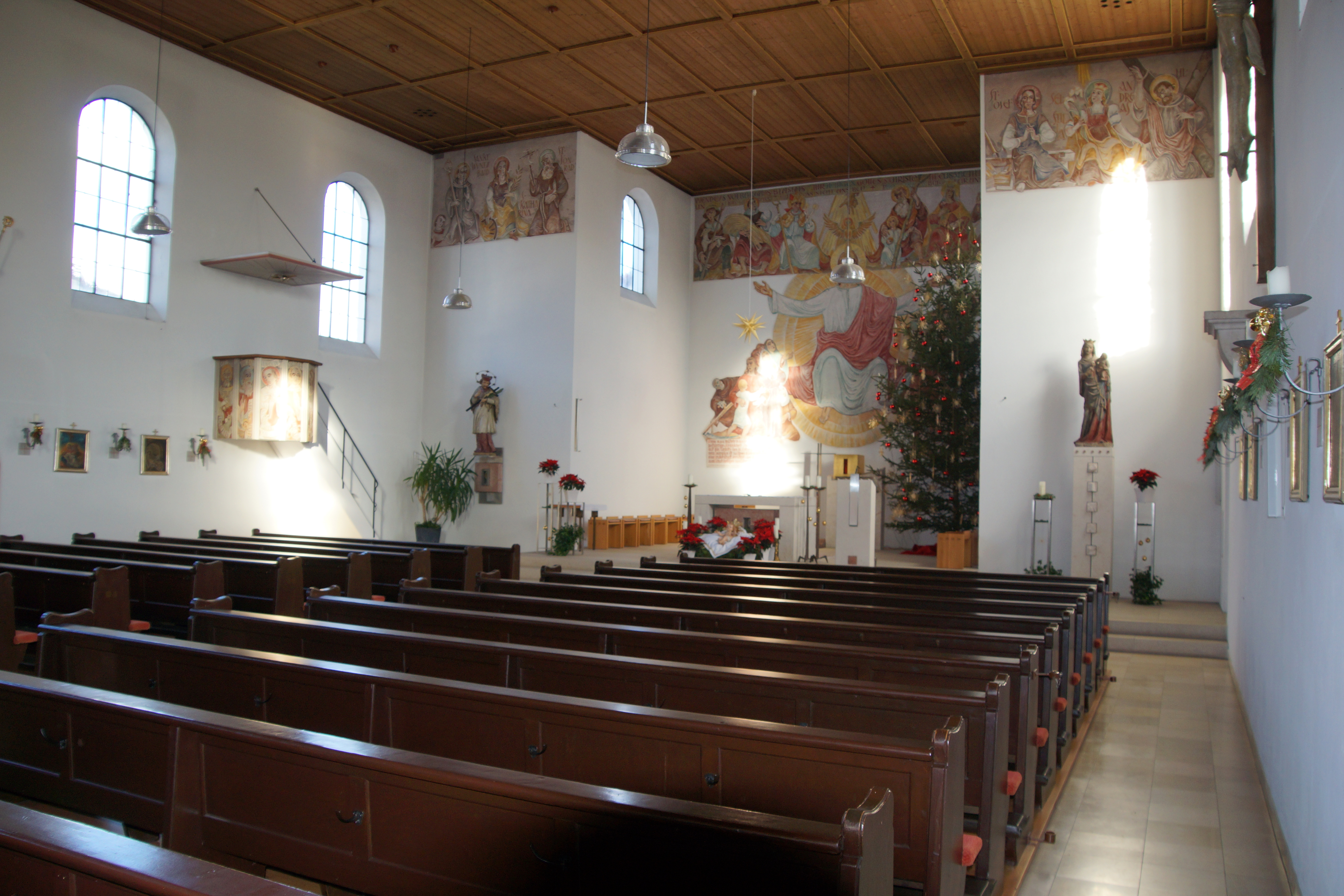
Innenraum

Die römisch-katholische Pfarrkirche St. Georg steht in der Gemeinde Schernfeld im oberbayerischen Landkreis Eichstätt. Die Kirche steht unter Denkmalschutz und ist in der Liste der Baudenkmäler in Schernfeld unter der Nr. D-1-76-160-2 eingetragen. Die Kirche gehört zum Dekanat Eichstätt im Bistum Eichstätt.

## Beschreibung
Die Saalkirche wurde 1951 nach einem Entwurf von Friedrich Ferdinand Haindl errichtet und 1968 umgestaltet. Sie besteht aus dem Langhaus und dem eingezogenen, querrechteckigen Chor im Osten. Der Kirchturm auf quadratischem Grundriss an der Südwand des Langhauses wurde in das Bauwerk einbezogen. Seine untersten Geschosse stammen vom romanischen Vorgängerbau. Der die Turmuhr und den Glockenstuhl enthaltende Turmaufbau ist barock, der spitze Helm stammt von 1951.
Die 17-registrige Orgel wurde 1998 von Johannes Karl erbaut.